# گادا آل
گادا آل (به لاتین: Gada Ale) یک کوه در اتیوپی است که در منطقه اداری ۲ (عفر) واقع شده‌است. گادا آل ۲۸۷ متر بالاتر از سطح دریا واقع شده‌است.